# Ruta Napoleó

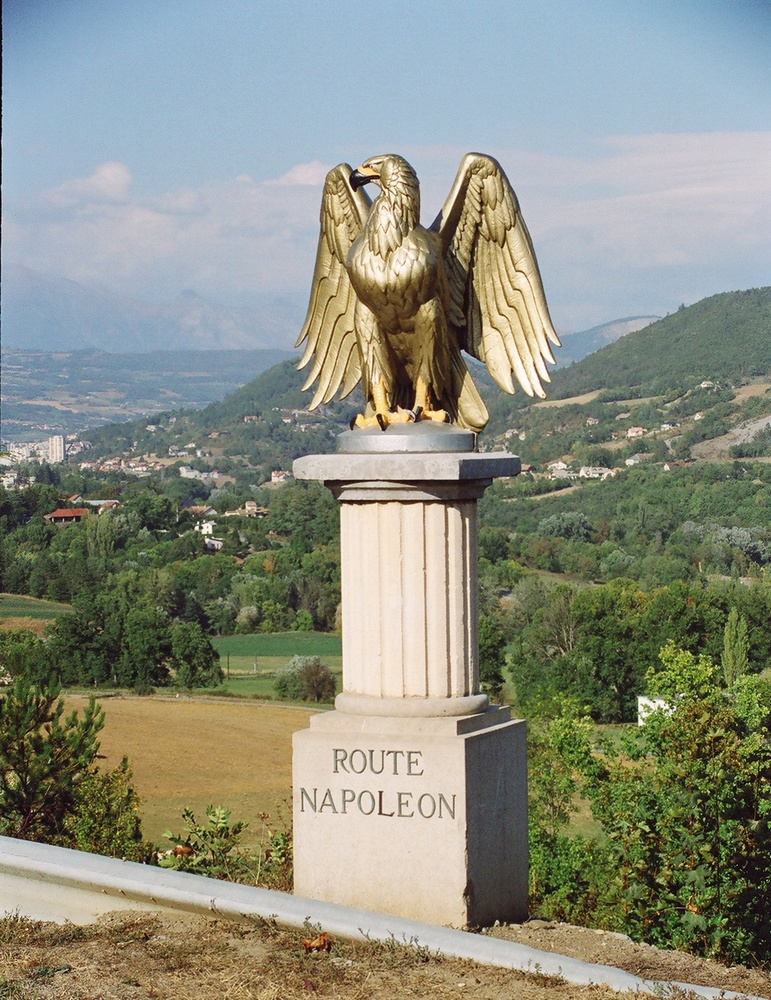
Àguila daurada marcant la Ruta Napoléó, en l'aproximació del sud a Gap, Hautes-Alpes

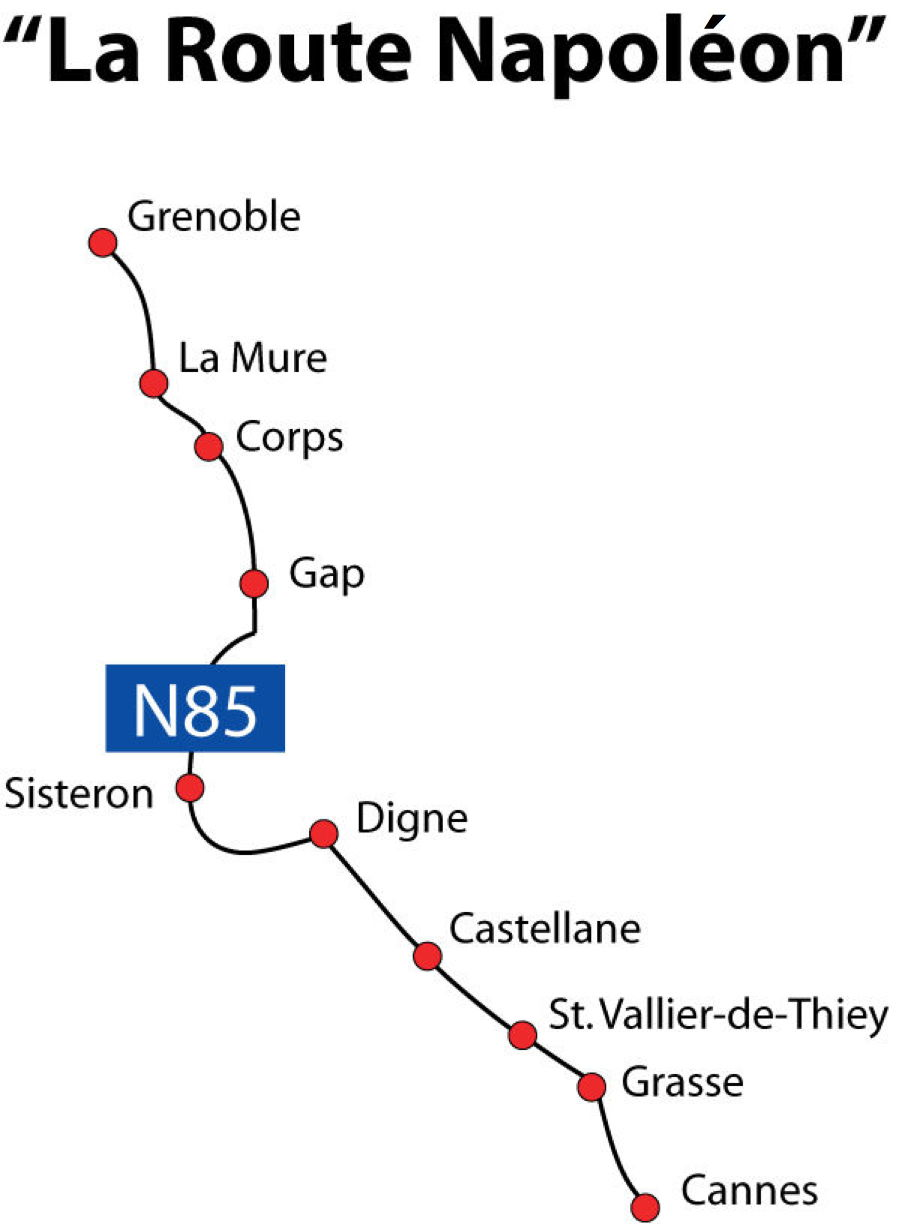
La Ruta Napoléon

La Ruta Napoleó, coneguda internacionalment com a Route Napoléon, és la ruta triada per Napoleó el 1815 en el seu retorn de l'Illa d'Elba. Ara se segueix amb seccions de les carreteres N85, D1085, D4085 i D6085.
La ruta comença a Golfe-Juan, on Napoleon va desembarcar l'1 de març de 1815 i va començar el Govern dels cent dies, que van acabar a Waterloo. La carretera va ser inaugurada el 1932 i segueix meandres de la Riviera francesa del nord-nord-oest al llarg dels peus de la serralada dels Alps. El camí està marcat amb estàtues de l'àguila Imperial francesa.

## Recorregut
Del sud al nord:
- Antibes
- Grasse
- Sant-Valier-de-Thiey
- Castelana
- Digne
- Sisteron
- Gap
- Coll Bayard (1,246 m)
- Còrps
- La Mure
- Laffrey
- Grenoble

## Galeria

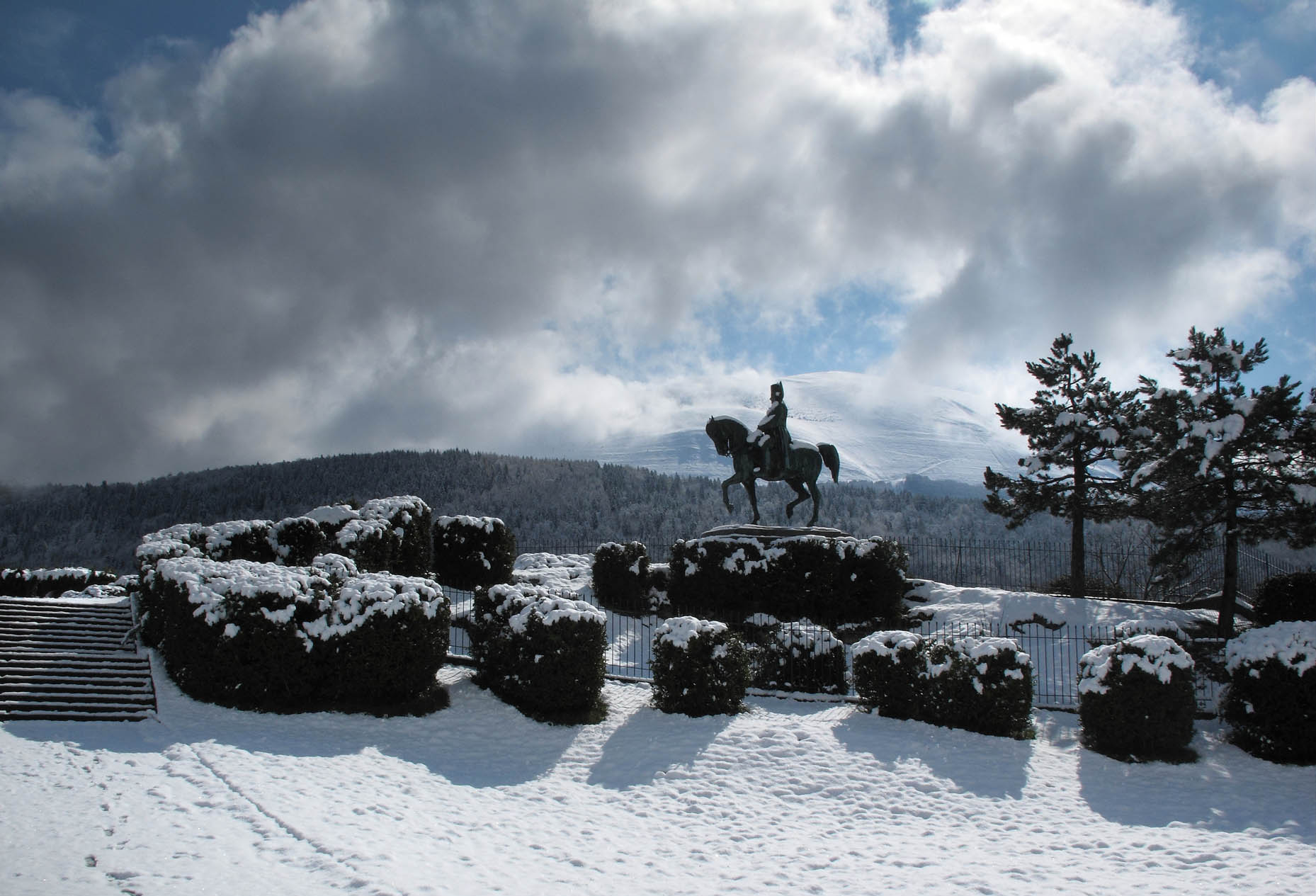
Ruta Napoleon, Prairie de la Rencontre, Laffrey, França
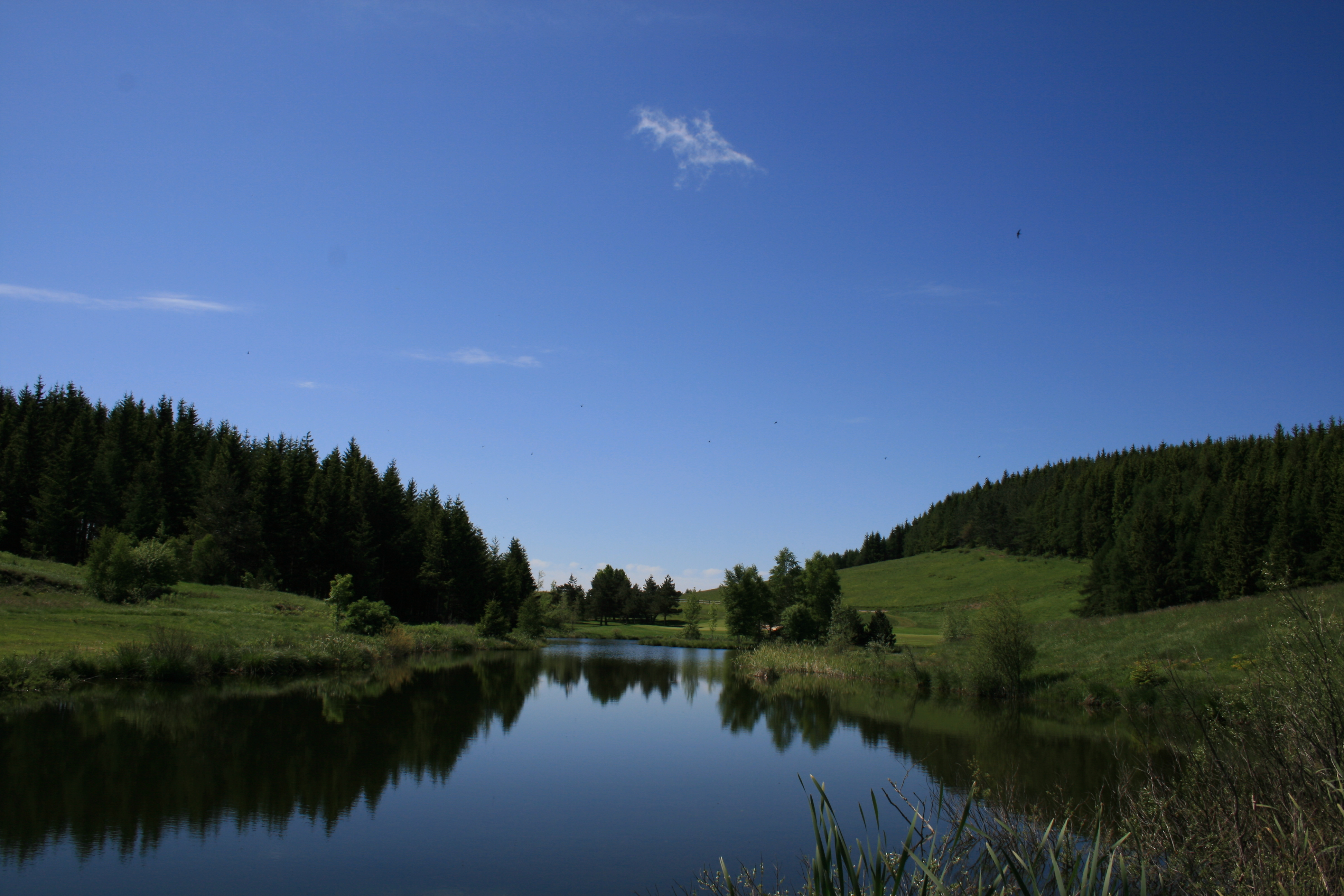
Llac en el Col Bayard